# Saccharomycetales
Ordre
Les Saccharomycetales (ou Endomycetales) sont un ordre de levures, également appelé l'ordre des « levures bourgeonnantes » .
L'espèce la plus connue est Saccharomyces cerevisiae : la levure de boulangerie (ou de bière).

## Taxons subordonnés
D'après Outline of Ascomycota (2009), cet ordre est constitué des taxons suivants :
- famille Ascoideaceae J. Schröter 1894
- famille Cephaloascaceae L.R. Batra 1973
- famille Dipodascaceae Engl. & E. Gilg 1924
- famille Endomycetaceae J. Schröt. 1893
- famille Eremotheciaceae Kurtzman. 1995
- famille Lipomycetaceae E.K. Novák & Zsolt 1961
- famille Metschnikowiaceae T. Kamienski 1899
- famille Pichiaceae Zender
- famille Saccharomycetaceae G. Winter 1881
- famille Saccharomycodaceae Kudrjanzev 1960
- famille Saccharomycopsidaceae Arx & Van der Walt 1987
- famille Trichomonascaceae Kurtzman & Robnett
- incertae sedis
  - genre Ascobotryozyma J. Kerrigan, M. T. Sm. & J. D. Rogers
  - genre Barnettozyma Kurtzman, Robnett & Basehoar-Powers
  - genre Hyphopichia von Arx & van der Walt
  - genre Kodamaea Y. Yamada, T. Suzuki, Matsuda & Mikata
  - genre Nakazawaea Y. Yamada, Maeda & Mikata
  - genre Starmera Y. Yamada, Higashi, S. Ando & Mikata
  - genre Starmerella Rosa & Lachance
  - genre Wickerhamomyces Kurtzman, Robnett & Basehoar-Powers
  - genre Yamadazyma Billon-Grand

D'après la 10e édition de Dictionary of the Fungi (2007), l'ordre des Saccharomycetales contient en plus les taxons suivants :
- famille Phaffomycetaceae
- famille Debaryomycetaceae
- 69 autres genres incertae sedis